# All My Ex’s Live in Texas
«All My Ex’s Live in Texas» (с англ. — «Все мои бывшие живут в Техасе») — песня, написанная Сэнгером Д. Шефером и Линдией Джей Шефер и исполненная американским кантри-певцом Джорджем Стрейтом. Вышла 10 апреля 1987 года в качестве второго сингла с альбома Стрейта Ocean Front Property. Песня номинировалась на премию за лучшее мужское вокальное кантри-исполнение на 30-й церемонии «Грэмми» в 1988 году.
Версия «All My Ex’s Live in Texas», записанная её соавтором Сэнгером Д. Шефером, использовалась в компьютерной игре Grand Theft Auto: San Andreas, где она звучит на кантри-радио K-Rose. Также отсылка к ней содержится в песне «HYFR (Hell Ya Fucking Right)» канадского рэпера Дрейка.

## Содержание
Лирический герой песни рассказывает, как вырос в Техасе на реке Фрио, однако череда отношений с местными женщинами, которые закончились крайне неудачно, вынудила его переехать в Теннесси. Там он каждую ночь при помощи трансцендентальной медитации вновь переживает приятные времена в родном штате, пока некоторые думают, что он прячется или умер.

## Восприятие
«All My Ex’s Live in Texas» считается одной из лучших песен музыканта. Журналы Billboard и American Songwriter поставили её на 2-е и 5-е места соответственно в их списках 10 величайших песен Джорджа Стрейта.
Обозреватель сайта Country Universe Кевин Джон Койн, поставивший песне оценку B+, отметил: «Вы почти слышите, как парень ухмыляется, когда поёт этот покачивающийся хит, пробегаясь по списку брошенных любовниц со всего Штата одинокой звезды».

## Чарты
| Чарт (1987)                   | Высшая позиция |
| ----------------------------- | -------------- |
| Canada Country Tracks (RPM)   | 1              |
| Hot Country Songs (Billboard) | 1              |

## Сертификации
| Регион                                                                      | Сертификация | Продажи   |
| --------------------------------------------------------------------------- | ------------ | --------- |
| США (RIAA)                                                                  | Платиновый   | 1 000 000 |
| Данные о продажах + прослушиваниях приведены только на основе сертификации. |              |           |